# الكأس السلطانية 1929
كَأْسُ السُّلْطَانِ حُسَين 1929 هي النُّسْخة الثَّالِثة عَشر من بُطولة كَأْس السُّلطان حُسَين. لُعبت البُطولة في عام 1929، وفاز بها الأهلي بعد فوزه في النهائي على الدَّراهِم الإسكُتلَندي بنَتيجة 2–0.